# Tsembagas
Les Tsembagas sont une tribu de la Papouasie-Nouvelle Guinée. Ils parlent une langue chimbu le maring.
Comme d'autres tribus papous vivant dans les forêts montagneuses, tels les Baruyas ou les Fouyoughés, ils cultivent des tubercules (ignames et taros) et élèvent des porcs qui sont destinés à des fêtes.